# Schloss Lichteneck (Oberpfalz)

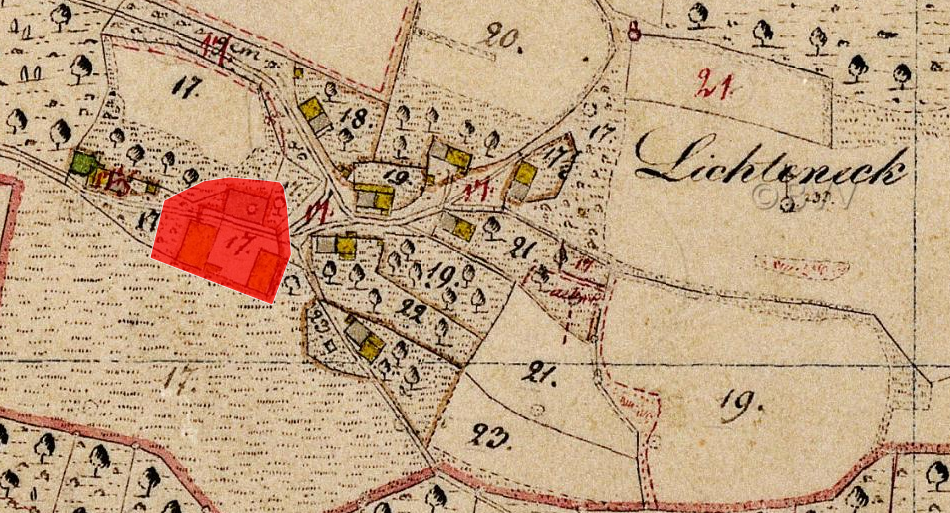
Lageplan von Schloss Lichteneck auf dem Urkataster von Bayern

Das Schloss Lichteneck ist ein abgegangenes Schloss an der Pelkovenstraße des Dorfes Lichteneck der Gemeinde Rimbach im Oberpfälzer Landkreis Cham in Bayern. „Archäologische Befunde des Mittelalters und der frühen Neuzeit im Bereich des ehem. Schlosses in Lichteneck“ werden als Bodendenkmal unter der Aktennummer D-3-6743-0035 geführt.

## Geschichte
Das Schloss wurde 1719 von den Pelkofen als Nachfolgebau der abgebrannten und ruinös gewordenen Burg Lichteneck errichtet und diente als Verwaltungssitz der Hofmark Lichteneck.